# MFSB
MFSB (Abkürzung für Mother, Father, Sister, Brother) war ein loser Zusammenschluss mehrerer Studiomusiker, die ab 1971 zunächst zahlreiche Phillysound-Interpreten begleiteten und später erfolgreich eigene Alben veröffentlichten. Stilistisch prägend waren die wuchtigen und opulenten Streicher- und Bläserarrangements.
1974 gelang der Band ein internationaler Top-Hit mit dem instrumentalen TSOP (The Sound of Philadelphia) mit The Three Degrees als Backgroundsängerinnen. Ursprünglich war es die Musik zur US-Fernsehshow Soul Train; komponiert wurde das Stück von Kenny Gamble und Leon Huff. In den USA war der Track ein Nummer-eins-Hit und Millionenseller, in Deutschland erreichte das Lied Platz 5.
2004 wurde der Musiktitel Love Is the Message von MFSB in die neu gegründete Dance Music Hall of Fame aufgenommen.

## Diskografie

### Studioalben
| Jahr | Titel Musiklabel Katalog-Nr.               | Höchstplatzierung, Gesamtwochen, AuszeichnungChartplatzierungen (Jahr, Titel, Musiklabel Katalog-Nr., Platzierungen, Wochen, Auszeichnungen, Anmerkungen) | Höchstplatzierung, Gesamtwochen, AuszeichnungChartplatzierungen (Jahr, Titel, Musiklabel Katalog-Nr., Platzierungen, Wochen, Auszeichnungen, Anmerkungen) | Höchstplatzierung, Gesamtwochen, AuszeichnungChartplatzierungen (Jahr, Titel, Musiklabel Katalog-Nr., Platzierungen, Wochen, Auszeichnungen, Anmerkungen) | Anmerkungen |
| Jahr | Titel Musiklabel Katalog-Nr.               | DE | US | R&B | Anmerkungen |
| ---- | ------------------------------------------ | --- | --- | --- | --- |
| 1973 | MFSB Philadelphia I. 32046                 | — | US131 (10 Wo.)US | R&B20 (16 Wo.)R&B | Erstveröffentlichung: März 1973; Instrumentalalbum Produzenten: Kenny Gamble, Leon Huff                                                    |
| 1974 | Love Is the Message Philadelphia I. 32707  | DE16 (4 Wo.)DE | US4 Gold · (35 Wo.)US | R&B1 (30 Wo.)R&B | Erstveröffentlichung: Dezember 1973; Instrumentalalbum Produzenten: Kenny Gamble, Leon Huff, Vincent Montana, Jr., Bruce Hawes, Jack Faith |
| 1975 | Universal Love Philadelphia I. 33158       | — | US44 (13 Wo.)US | R&B2 (15 Wo.)R&B | Erstveröffentlichung: Juni 1975; Instrumentalalbum Produzenten: Kenny Gamble, Leon Huff, Bruce Hawes, Bobby Martin                         |
| 1975 | Philadelphia Freedom Philadelphia I. 33845 | — | US39 (12 Wo.)US | R&B14 (11 Wo.)R&B | Erstveröffentlichung: November 1975; Instrumentalalbum Produzenten: Kenny Gamble, Leon Huff, Roland Chambers, Dexter Wansel, Jack Faith    |
| 1976 | Summertime Philadelphia I. 34238           | — | US106 (9 Wo.)US | R&B18 (11 Wo.)R&B | Erstveröffentlichung: Juni 1976 Produzenten: Kenny Gamble, Leon Huff, Gene McFadden, John Whitehead, Victor Carstarphen                    |
| 1981 | Mysteries of the World TSOP 36405          | — | — | R&B54 (8 Wo.)R&B | Erstveröffentlichung: Dezember 1980; Instrumentalalbum Produzenten: Dexter Wansel, John R. Faith, John L. Usry, Jr.                        |

Weitere Studioalben
- 1978: MFSB: The Gamble-Huff Orchestra (Philadelphia I. 33516)

### Kompilationen
- 1974: End of Phase I: A Collection of Their Greatest Hits (Philadelphia I. 34658)
- 1990: Greatest Hits (TSOP 21525)
- 1995: Love Is the Message: The Best of MFSB (Legacy / Epic Associated 66689)
- 1997: All in the Family (Sony Music Special Products 28658)
- 1999: Deep Grooves (Epic Associated 65630)
- 2018: The Definitive Collection (Robinsongs ROBIN26CDD)

### Singles
| Jahr | Titel Album                                          | Höchstplatzierung, Gesamtwochen, AuszeichnungChartplatzierungen (Jahr, Titel, Album, Platzierungen, Wochen, Auszeichnungen, Anmerkungen) | Höchstplatzierung, Gesamtwochen, AuszeichnungChartplatzierungen (Jahr, Titel, Album, Platzierungen, Wochen, Auszeichnungen, Anmerkungen) | Höchstplatzierung, Gesamtwochen, AuszeichnungChartplatzierungen (Jahr, Titel, Album, Platzierungen, Wochen, Auszeichnungen, Anmerkungen) | Höchstplatzierung, Gesamtwochen, AuszeichnungChartplatzierungen (Jahr, Titel, Album, Platzierungen, Wochen, Auszeichnungen, Anmerkungen) | Höchstplatzierung, Gesamtwochen, AuszeichnungChartplatzierungen (Jahr, Titel, Album, Platzierungen, Wochen, Auszeichnungen, Anmerkungen) | Höchstplatzierung, Gesamtwochen, AuszeichnungChartplatzierungen (Jahr, Titel, Album, Platzierungen, Wochen, Auszeichnungen, Anmerkungen) | Höchstplatzierung, Gesamtwochen, AuszeichnungChartplatzierungen (Jahr, Titel, Album, Platzierungen, Wochen, Auszeichnungen, Anmerkungen) | Anmerkungen | [↑]: gemeinsam behandelt mit vorhergehendem Eintrag; [←]: in beiden Charts platziert |
| Jahr | Titel Album                                          | DE | AT | CH | UK | US | R&B | Dance | Anmerkungen |                                                                                      |
| ---- | ---------------------------------------------------- | --- | --- | --- | --- | --- | --- | --- | --- | ------------------------------------------------------------------------------------ |
| 1974 | TSOP (The Sound of Philadelphia) Love Is the Message | DE5 (29 Wo.)DE | AT17 (4 Wo.)AT | CH3 (14 Wo.)CH | UK22 (9 Wo.)UK | US1 Gold · (18 Wo.)US | R&B1 (17 Wo.)R&B | Dance— aDance | Erstveröffentlichung: 6. Februar 1974; feat. The Three Degrees; Grammy (R&B-Instrumental); Titellied der TV-Sendung Soul Train Autoren: Kenny Gamble, Leon Huff |                                                                                      |
| 1974 | Love Is the Message                                  | — | — | — | — | US85 (4 Wo.)US | R&B42 (7 Wo.)R&B | — | Erstveröffentlichung: 6. Juni 1974; feat. The Three Degrees Autoren: Kenny Gamble, Leon Huff                                                                    |                                                                                      |
| 1975 | Sexy Universal Love                                  | — | — | — | UK37 (5 Wo.)UK | US42 (7 Wo.)US | R&B2 (17 Wo.)R&B | Dance2 (13 Wo.)Dance | Erstveröffentlichung: Mai 1975; Instrumental Autoren: Kenny Gamble, Leon Huff                                                                                   |                                                                                      |
| 1975 | K-Jee Universal Love                                 | — | — | — | — | — | — | Dance18 (4 Wo.)Dance | Erstveröffentlichung: Juni 1975; Instrumental, Albumtrack; erst im März 1978 als Single erschienen Autor: Charles Hearndon                                      |                                                                                      |
| 1975 | T. L. C. (Tender Lovin’ Care) Universal Love         | — | — | — | — | — | R&B54 (6 Wo.)R&B | — | Erstveröffentlichung: September 1975; Instrumental Autoren: Robert L. Martin, Norman Harris                                                                     |                                                                                      |
| 1975 | The Zip Philadelphia Freedom                         | — | — | — | — | US91 (6 Wo.)US | R&B72 (6 Wo.)R&B | — | Erstveröffentlichung: Oktober 1975; Instrumental Autoren: Kenny Gamble, Leon Huff                                                                               |                                                                                      |
| 1976 | Summertime and I’m Feelin’ Mellow Summertime         | — | — | — | — | — | R&B65 (4 Wo.)R&B | Dance14 (5 Wo.)Dance | Erstveröffentlichung: August 1976 Autoren: Gene McFadden, John Whitehead, Victor Carstarphen                                                                    |                                                                                      |
| 1976 | Picnic in the Park Summertime                        | — | — | — | — | — | —[Dance: ↑] | Dance14 (5 Wo.)Dance | Erstveröffentlichung: September 1977 Autoren: Kenny Gamble, Leon Huff                                                                                           |                                                                                      |
| 1978 | Use ta Be My Guy MFSB: The Gamble-Huff Orchestra     | — | — | — | — | — | R&B94 (2 Wo.)R&B | — | Erstveröffentlichung: Juli 1978 Autoren: Kenny Gamble, Leon Huff                                                                                                |                                                                                      |
| 1981 | Mysteries of the World                               | — | — | — | UK41 (4 Wo.)UK | — | — | — | Erstveröffentlichung: April 1981 Autor: Dexter Wansel |                                                                                      |
| 1994 | TSOP (Theme from Soul Train ’94) –                   | — | — | — | UK98 (1 Wo.)UK | — | — | — | Erstveröffentlichung: Oktober 1994; Johnny Vicious vs. MFSB Autoren: Kenny Gamble, Leon Huff, John Coles                                                        |                                                                                      |

Weitere Singles
- 1973: Family Affair
- 1975: When Your Love Is Gone
- 1975: Philadelphia Freedom
- 1976: We Got the Time
- 1976: Let’s Go Disco
- 1977: Let’s Clean Up the Ghetto (als Philadelphia International All Stars)
- 1978: To Be in Love
- 1980: Manhattan Skyline